# ライヴ (小説)
『ライヴ』は、山田悠介による日本の小説。およびこれを原作とする日本映画。

## あらすじ
致死率の高いドゥーム・ウイルスが世にはびこる中、BBSで特効薬がもらえるイベントがあるといううわさが流れていた。
フリーターの青年・田村直人が、そのウイルスに感染した母を救うべく、イベント会場へ行く。そこには198人の感染者の家族が集まっており、しばらく沈黙の時間が続く。しばらくすると、ステージの上に黒いスーツを着た司会者の峰　秀樹（みね　ひでき）（感染者の家族たちには名前を名乗っていない）が現れ、トライアスロン（ラン・自転車・スイム）をして、完走しなければ特効薬は渡せないという。ランは25km、自転車は100km、スイムは3km行い、最後のスイムで相模湾に浮かぶ烏丸島まで泳いでいき、立っている白い小屋の中にある特効薬を手に入れるというルールだと説明する。
詳しいルールは、お台場を出発し、レインボーブリッジ周辺から246号線を目指して走り、宮崎台ランは終わり、自転車へと乗る。その後引き続き246号線、129、134、1、135号線のルートを行き、熱海リゾートビーチでスイムへと移る。そして烏丸島へと行き、到着した時点でレースは終了となる。順位は関係なく、ゴールした全員に薬を渡すという。
　すると、直人の隣にいた車いすの青年が自分はどうすればいいかと質問するも、峰はあっさりと参加不可能だと説明する。すると他の人々からの批判と怒号が飛び交い、ステージのそばにいた男がステージの上によじ登ろうとするも、峰は腰のポケットから拳銃を取り出し天井に向かって発砲する。そして参加しないものは今すぐ出て行ってもらっていいと言い、ステージ袖へ姿を消す。直人は迷ったが残り、イベント会場は117人が残った。峰は満足すると参加者たちを待機していた大型バスへ乗せ、お台場へと連れていく。
　直人は短パンとランニングウェアを着た。ランニングウェアには85と書かれており、おそらく参加者番号なのだろうと考える。
バスの中では唐沢瑠奈と名乗るNo.89の女性と、二宮卓也と名乗るNo.1の男性と出会う。3人は、これからゲーム終了まで運命を共にする。
刑事であるNo.11室田啓志は、指名手配犯である九条長政を探している。長政の母がウイルスに感染したことを知り、母思いである長政なら絶対ここに来ると考えたのだ。
一方ニートであるNo.33市原元太は、小さい頃から親がギャンブル依存症だったこともあっていつも一発逆転の方法を考えている。今回のイベントに参加したのも、特効薬を手に入れて売り、莫大な金を手に入れようとしたからである。
また、家にいた直人の母、田村ちずるはTVで、直人がレースに出場していることを知る。まさか自分のために出場しているとは、知る由もなかった。
レースがスタートし、直人は走っていた。レインボーブリッジを渡っていた。すると、前を走っていた女性が座り込んでしまい、リタイアした。レインボーブリッジを抜けると、リタイアする者が数多くおり、全滅の危険性を感じたが、自分は生き残ると改めて誓い、レースを再開する。

## 映画
今作を原作とする映画が2014年5月10日に公開された。監督は井口昇。

### あらすじ
ある日、フリーターの青年・田村直人の家に山田悠介の小説『ライヴ』が届いた。彼の携帯端末には母親の監禁映像が届き、謎の男から「お前の母親に殺人ウイルスを注射されるのが嫌だったら、小説『ライヴ』に隠されたヒントを解き、デスレースに参加しろ」という電話がかかってきた。
そのデスレースには、彼と同じように大切な人を誘拐された人々が集っていた。
後戻りができないと思った直人は、このレースに臨んだ。

### キャスト
- 田村直人 - 山田裕貴
- 田村陽子（直人の母） - 生稲晃子
- 室田瑠実 - 大野いと
- 瑠実の父 - 諏訪太郎
- 金沢紳介 - 森永悠希
- 東野賢吾 - 津田寛治
- 緒方新一 - 森下能幸
- 水野アカリ - 入来茉里
- 水野光輝（アカリの父） - 志垣太郎
- 小暮榮未 - 森田涼花
- 桐谷莉子 - 山本愛莉
- 後藤たまき - 亜紗美
- 安田雅代 - 佐々木心音
- 山崎ヨシマサ - 河合龍之介
- 坂井明彦 - 村杉蝉之介
- 持永正喜 - 虎牙光揮
- 松山康平 - 笠原紳司
- 曽根秀樹 - デモ田中
- ボウガンエンジェル - 中別府葵
- ボウガンレディ - 江田結香
- 鮎川雄一 - 大友康平
- 伊藤さん - 冨手麻妙

### スタッフ
- 監督：井口昇
- 脚本：井口昇
- 製作：安田猛、小沼修
- エグゼクティブ・プロデューサー：井上伸一朗
- プロデューサー：二宮直彦、三浦宏之、千綿英久
- 協力プロデューサー：福井真奈
- 撮影：長野泰隆
- 特殊造型監督：西村喜廣
- 特殊造型・特殊メイク：石野大雅
- アクション監督：カラサワイサオ
- 音楽：福田裕彦
- 主題歌：片平里菜「あなた」
- 照明：児玉淳
- 録音：高島良太
- 編集：和田剛
- 衣装：吉田実穂
- ヘアメイク：リョータ
- VFX：鹿角剛
- 配給：KADOKAWA